# Hoplocryptus magrettii
Hoplocryptus magrettii är en stekelart som först beskrevs av Joseph Kriechbaumer 1893.
Hoplocryptus magrettii ingår i släktet Hoplocryptus och familjen brokparasitsteklar. Inga underarter finns listade i Catalogue of Life.